# Atractus major
Atractus major – gatunek węża z rodziny połozowatych (Colubridae), występujący w północnej i środkowej części Ameryki Południowej.

## Systematyka
Gatunek ten opisał w 1894 roku brytyjski zoolog belgijskiego pochodzenia George Albert Boulenger w drugim tomie Catalogue of the snakes in the British Museum (Natural History). Autor wymienił 6 okazów odłowionych w kilku różnych lokalizacjach w Ekwadorze, ale nie wyznaczył holotypu. W 1960 roku Jay M. Savage wyznaczył na lektotyp okaz o oznaczeniu BMNH 1946.9.7.27, czyli młodocianego samca. Jako miejsce typowe podaje się Canelos, prowincja Pastaza, Ekwador, 1°36′S 77°48′W/-1,600000 -77,800000, na wysokości około 520 m n.p.m.

## Występowanie
Gatunek ten występuje na dużym obszarze północnej i środkowej części Ameryki Południowej – w Ekwadorze, Kolumbii, Wenezueli, Brazylii, Peru i Boliwii. Zamieszkuje pierwotne i wtórne lasy deszczowe, polany leśne, obszary uprawowe, także w okolicy siedlisk ludzkich. Prowadzi głównie nocny tryb życia. Żywi się dużymi dżdżownicami oraz owadami, które połyka w całości.

## Morfologia
Jest to dużej wielkości wąż o małej głowie, której szerokość jest podobna do szerokości szyi, i małych czerwonych oczach. Górne części ciała są jasnobrązowe ze wzorem na grzbiecie składającym się z jasnych i ciemnych plam lub pasów w liczbie od 21 do 52. Bardzo często ma też krótki ciemny pasek na szyi. Gatunek jest najbardziej podobny do Atractus pachacamac i Atractus arangoi.
Wymiary:
|                        | Samiec  | Samica  |
| Długość całkowita (mm) | 533     | 986     |
| Długość SVL (mm)       | 512     | 852     |
| Łuski brzuszne         | 148–172 | 157–181 |

## Status
W Czerwonej księdze gatunków zagrożonych IUCN Atractus major jest klasyfikowany jako gatunek najmniejszej troski (LC, ang. Least Concern).